# Ясы
Ясы (венг. jászok, осет. ястæ) — этническая группа в Венгрии, первоначально одно из аланских племён, пришедшее на территорию Венгрии в XIII веке. Они расселились на равнине к востоку от Дуная. Эта область, расположенная в 70 км восточнее Будапешта, на Среднедунайской низменности, получила название Ясшаг (венг. Jászság) и на протяжении нескольких веков пользовалась особыми привилегиями.

## История
После Монгольского вторжения, аланы были вынужденны мигрировать в Европу. Современные историки считают, что ясы поселились в Венгрии в 1239 году.  Их принял венгерский король Бела IV, который надеялся, что ясы помогут в сопротивлении монгольскому нашествию. Самое первое упоминание в венгерских источниках датируется 1245 году. В реестре и переписи капитула Дьюлафехервара они упоминаются в 1318 году под названием Jazonicus.

## Современное положение
Современные ясы в значительной степени ассимилированы венграми: ещё в XVII веке они полностью утратили свой язык и перешли на венгерский. Однако в последнее время среди ясов наблюдается рост национального самосознания: регулярно проводятся фестивали ясской культуры, повышается интерес к собственной истории, налаживаются связи между Ясшагом и Осетией.
В 2008 году владикавказской киностудией «Нарт-Арт-студия» был выпущен документальный фильм Темины Туаевой «Венгерская Алания».
В мае 2009 года делегация венгерских ясов посетила Северную Осетию. По возвращении в Венгрию члены делегации направили на имя полномочного представителя РСО-А Александра Тотоонова благодарственное письмо. В нём, в частности, говорится:

«В ходе пятидневного визита в Северную Осетию мы ознакомились с жизнью и бытом современных алан-осетин. На земле предков мы, венгерские осетины, чувствовали себя комфортно, власти Северной Осетии сделали всё для этого. Первый и важный шаг в установлении братских отношений между осетинами и ясами уже сделан.
Покорнейше благодарим Вас ещё раз за помощь, оказанную во время нашего пребывания в Москве.

С глубокоуважением, Ласло Добош — председатель общества ясов; Эдит Х. Батхо — директор музея ясов; Бела Ковач — литературовед; венгерские аланы».